# Södervärns station
Södervärns station var en järnvägsstation som byggdes 1886, vid Ystadbanan från 1874, av Malmö–Trelleborgs Järnväg (MTJ). Sträckan från Malmö Västra till Södervärn utnyttjades samfällt. 
År 1887 nådde hästspårvägen Södervärn, och 1907 Malmö elektriska spårväg med linje 1, dubbelspårig, från Kirseberg via Stortorget–Triangeln.
1904 öppnades även en bana mot Ljunghusen–Falsterbo via Vellinge. Ljunghusen och Skanör med Falsterbo blev populära sommarvisten för bättre bemedlade Malmöbor, och Falsterbobanan kom att bli passagerarmässigt viktigare än resenärerna till Trelleborg.
Obebyggd mark runt stationen lockade hantverkare, småindustrier och deras arbetare. I anslutning till stationen, norr om Spårvägsgatan, uppstod den äldsta delen av stadsdelen Södervärn som den yttersta delen av Södra förstaden. På 1930-talet kom stadsdelen Södervärn att växa söderut, mot Dalaplan, med rena bostadskvarter på ömse sidor om Nobelvägen, väster om järnvägen mot Trelleborg. Därmed var Södervärns station helt kringgärdad av stadsbebyggelse och, i väster, Malmö Allmänna Sjukhus.
1955 slopades anslutningen Malmö Västra–Södervärn, som med dess många järnvägskorsningar blivit alltmer besvärande i den växande storstaden. Södervärns station blev därmed en säckstation. Samtidigt anslöts Ystadbanan till Malmö C via Kontinentalbanan istället. Kvar vid Södervärn blev Falsterbobanan och, inledningsvis, tåg mot Trelleborgs Övre. Men gods- och passagerartrafiken till Trelleborg slopades redan 1960.
Spårvägslinjen lades ned vid högertrafikomläggningen 1967. Och det sista persontåget, till Falsterbo, avgick från Södervärn den 23 augusti 1971. 
Godshanteringen vid Södervärns station slopades slutligen den 1 mars 1972. Sedan kunde spåret Södervärn–Hindby rivas. Därefter har även stationsbyggnaden rivits och övriga rester från järnvägsepoken omvandlats till en bussterminal för regionaltrafik med åtskilliga busshållplatser för stadsbussarna på de tre gatorna kring terminalen.